# 林甸県
林甸県（りんてん-けん）は、中華人民共和国黒竜江省大慶市に位置する県。

## 歴史
『林甸県志略』によれば、清末に城北において林姓の者が「大林家店」と称す商店を開き、その店舗周辺に草むら（草甸）が広がっていたことが地名の由来である。
1914年（民国3年）に設置された林甸設治局を前身とする。1917年（民国6年）に林甸県と改称された。

## 行政区画
5鎮、3郷を管轄：
- 鎮：林甸鎮、紅旗鎮、花園鎮、四季青鎮、鶴鳴湖鎮
- 郷：東興郷、宏偉郷、四合郷

## 交通

### 道路
- 高速道路
  - 綏満高速道路
- 国道
  -  G301国道

## 健康・医療・衛生
- 林甸県医院
- 林甸県民政衛生所
- 林甸県衛生防疫站

## 名所・旧跡・観光スポット
- ジャロン自然保護区